# Mastiglanis asopos
Mastiglanis asopos — єдиний вид роду Mastiglanis родини Гептаптерові ряду сомоподібних. Наукова назва походить від грецьких слів mastax, тобто «вкусити», та glanis — «сом»

## Опис
Загальна довжина сягає 6,5—6,6 см. Голова видовжена, трохи сплощена. Очі невеличкі. Є 3 пари довгих тонких вусів. Спинний плавець високий, подовжений, перший промінь його довший за інші, ниткоподібний. Грудні плавці помірно невеликі. Черевні довгі та широкі. Жировий плавець низький, трохи подовжений, з ниткоподібним променем. Анальний великий, широкий, дещо скошений. Хвостовий плавець порівняно довгий, розрізаний сильно, кінчики загострені.
Забарвлення напівпрозоре.

## Спосіб життя
Біологія вивчена недостатньо. Є демерсальною рибою. Віддає перевагу прісним водоймам, де є піщані ґрунти. Вдень ховається, зарившись у пісок. Вночі полює на здобич. Атакує жертву із засідки, стояки наче на тринозі з опорою на черевні та анальний плавці. Приманює здобич за допомогою вусів і ниткоподібних променів своїх плавців. Живиться безхребетними, насамперед личинками хірономід і волохокрилих, а також невеличкими водними жуками.

## Розповсюдження
Мешкає у басейні річок Амазонка, Капім та Оріноко.